# Montricher-Albanne
Montricher-Albanne is een gemeente in het Franse departement Savoie in de regio Auvergne-Rhône-Alpes en telt 694 inwoners (2008). De gemeente maakt deel uit van het arrondissement Saint-Jean-de-Maurienne.
De gemeente is op 14 november 1969 gevormd door de fusie van de toenmalige gemeenten Albanne en Montricher-le-Bochet.

## Geografie
De oppervlakte van Montricher-Albanne bedraagt 28,2 km², de bevolkingsdichtheid is 25,0 inwoners per km². De gemeente ligt in de Maurienne vallei, op de linkeroever van de Arc.
De onderstaande kaart toont de ligging van Montricher-Albanne met de belangrijkste infrastructuur en aangrenzende gemeenten.

## Demografie
Onderstaande figuur toont het verloop van het inwonertal (bron: INSEE-tellingen).

1. ↑  Populations de référence 2022.